# 挿入配列
挿入配列（そうにゅうはいれつ、英: Insertion element、insertion sequence element、IS element）は、単純な転移因子として働く短いDNA配列である。挿入配列は2つの大きな特徴を有する。挿入配列はその他の転移因子（一般的に長さおよそ700から2500 bp）と比較して小さく、転移活性に関わるタンパク質のみをコードしている（したがって挿入配列はその他のトランスポゾンとは異なる。他のトランスポゾンは抗生物質耐性遺伝子といったアクセサリー遺伝子を持っている）。これらのタンパク質は大抵、ISの移動を許す酵素反応を触媒するトランスポザーゼと、転移活性を刺激または阻害する一つの制御タンパク質である。挿入配列中のコード領域は大抵逆向き反復配列に守られている。例えば、よく知られているIS911 (1250 bp) は2つの36bp逆向き反復端によって守られており、コード領域は部分的に重なり合った2つの遺伝子orfAおよびorfAB（トランスポザーゼOrfABおよび制御タンパク質OrfAをそれぞれコードする）を持つ。個別の挿入配列はISn（nは数字）という形式にしたがって命名される（例: IS1、IS2、IS3、IS10、IS50、IS911、IS26など）。しかしながら、これが使用されている唯一の命名体系ではない。挿入配列は大抵原核生物ゲノムとの関連で議論されるものの、Tc1/mariner転移因子のファミリーに属する任意の真核生物DNA配列は挿入配列であると見なすことができる。

複合トランスポゾン中の挿入配列（IS）の役割を描いた図

自律的に存在することに加えて、挿入配列は複合トランスポゾンの一部としても存在しうる。複合トランスポゾン中で、2つの挿入配列は抗生物質耐性遺伝子（例: Tn10、Tn5）といった1つ以上のアクセサリー遺伝子の側面に位置する。にもかかわらず、端に挿入配列を持たないユニットトランスポゾンと呼ばれる別の種類のトランスポゾンも存在する（例: Tn7）。
複合トランスポゾンはレゾルバーゼのために側面に位置している挿入配列に頼らない。レゾルバーゼはtnsゲノムの一部であり、側面に位置する逆向き反復配列の位置で切断する。
IS因子の転移頻度は、培養物の増殖期や培地組成、酸素圧、増殖スケール、標的部位の構造形態（例えば湾曲、任意のモチーフの存在、DNA組成）を組む複数のパラメータに左右される 。